# Cochise

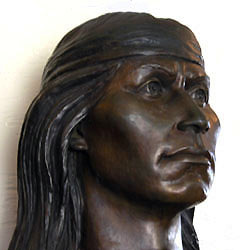
Busto em bronze representativo de Cochise

Cochise (K'uu-ch'ish) (?, 1815 – 8 de junho de 1874) foi um chefe (nantan) Apache da tribo Chiricahua.
Chefiou seus homens na guerra contra os americanos e mexicanos (Guerras Apache), com ataques iniciados em 1861.

## Biografia
Cochise foi um dos mais afamados líderes Apache (neste aspecto, rivaliza com Geronimo), que resistiu às intrusões em suas terras, feitas por mexicanos e estadunidenses durante o século XIX.
Cochise e sua tribo viveram no agora nordeste do México, de Sonora até o Novo México e Arizona, região que foi anexada pelos EUA em 1850. Lutaram por sua terra contra os espanhóis no século XVIII, até que o México se tornou independente em 1821. Os índios dependiam de suprimento de comida enviada pelas autoridades mexicanas, mas quando essa prática foi suspensa em 1831, os Chiricahua começaram a se organizar em bandos para roubar a comida.

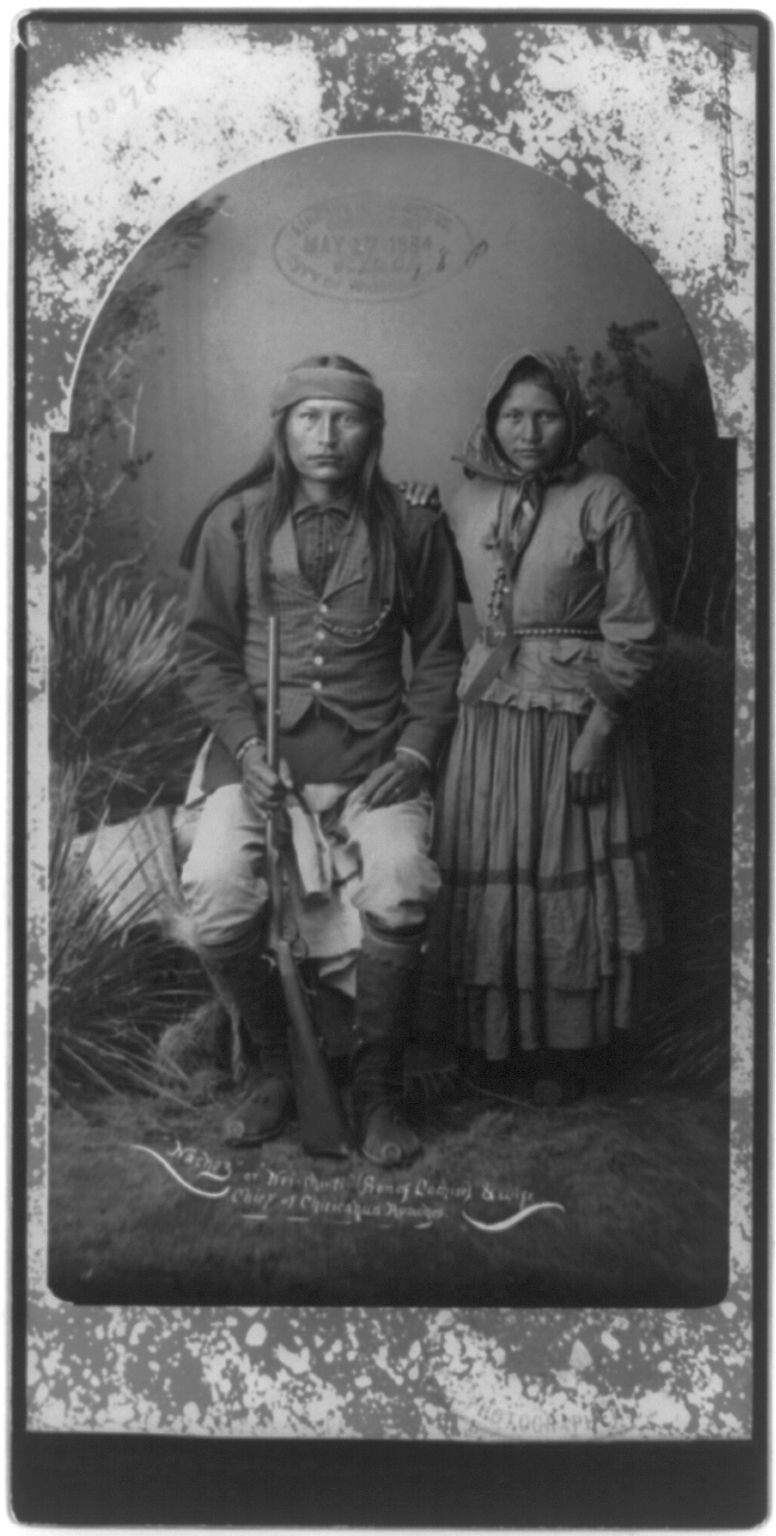
Naches, filho de Cochise

Os mexicanos começaram uma série de campanhas militares contra os Chiricahua, que conseguiram resistir. Mais tarde os mexicanos receberam ajuda de estadunidenses e nativos mercenários ou inimigos dos Apaches e mataram o pai de Cochise. Os mexicanos finalmente conseguiram capturar o líder Apache em 1848, em Fronteras, Sonora, mas depois ele foi liberto.
Após a vitória dos EUA sobre os mexicanos em 1848 e uma aliança com os conquistadores dos seus antigos inimigos, Cochise e suas tribos experimentaram um período de relativa paz. Nessa época, Gerônimo se desligou do chefe e continuou a atacar os brancos, de forma independente. Os conflitos com os estadunidenses foram ainda reduzidos em função da Guerra Civil. Mas a paz para Cochise acabou em 1861 quando o gado foi roubado e o filho de um rancheiro foi raptado por Coyoteros, um grupo Apache, incidente que envolveu um dos filhos de Cochise. O líder e cinco familiares foram acusados falsamente pelo crime. Os seis índios foram julgados e presos pelo Tenente George Bascom. Cochise escapou, mas foi ferido com três tiros. Ele e seus guerreiros tomaram reféns para negociar a libertação dos outros parentes, por sua vez reféns dos soldados. O incidente (Caso Bascom) acabou com ambos os lados matando seus cativos. Bascom enforcou o irmão de Cochise e dois de seus primos.
Cochise então se juntou a seu parente e chefe Apache Mangas Coloradas (também conhecido por Red Sleeves e Kan-da-zis Tlishishen), iniciando uma longa série de ações vingativas contra os fazendeiros. Muitos morreram em ambos os lados, até que o governo dos EUA enviou o General James Carleton para comandar a luta contra os rebelados. Cochise e Mangas Coloradas, com cerca de 500 guerreiros, enfrentaram a força voluntária da Califórnia comandada pelo General Carleton. E sofreram com o fogo da artilharia pesada. Em Janeiro de 1863, Mangas Coloradas foi enganado e capturado pelo General Joseph Rodman West, que estava sob as ordens do General Carleton. O líder Apache foi preso e executado. Cochise, revoltado, continuou a enfrentar estadunidenses e mexicanos por toda a década de 1860.
Em 1871 o General George Crook assumiu a campanha e usando outros Apaches como batedores e informantes, conseguiu levar Cochise à rendição. Ele foi preso em setembro daquele ano.
Em 1872, os Chiricahua receberam ordens para mudar para a Reserva Tularosa, Novo México, mas recusaram deixar o Arizona. Cochise organizou uma resistência até que o General Oliver O. Howard, com ajuda de Tom Jeffords, irmão de sangue de do líder, aceitou alguns termos dos Apaches. Cochise terminou seus dias numa Reserva do Arizona, onde morreu de causas naturais.

## Cultura popular

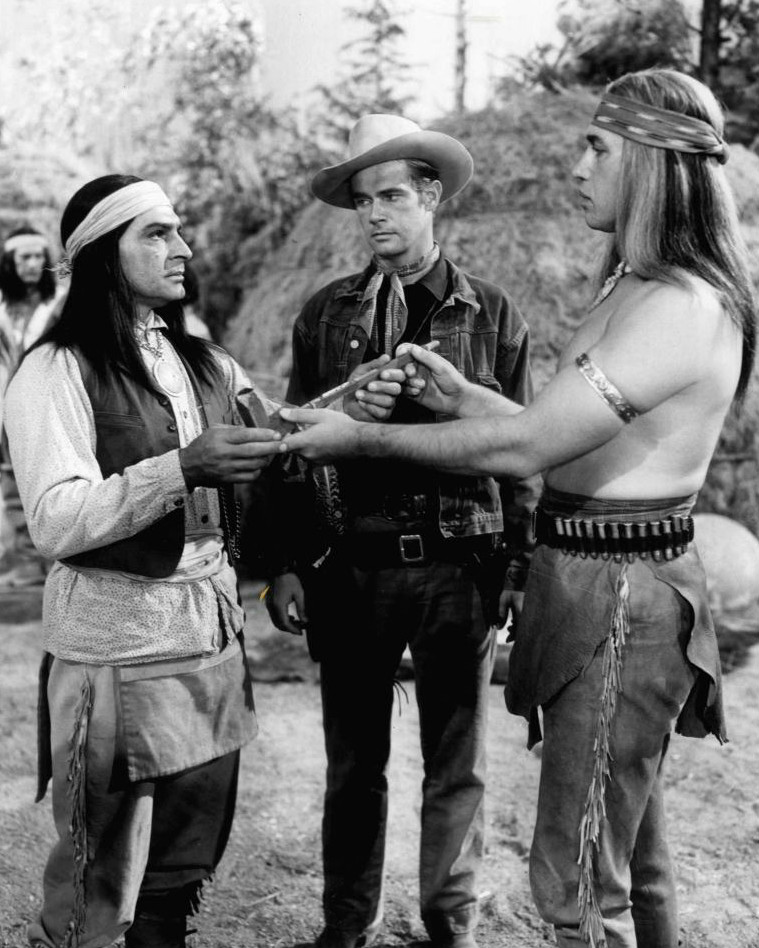
Broken Arrow, série de TV de 1957

- Cochise aparece como antagonista no terceiro episódio da terceira temporada de Bonanza, A Honra de Cochise (The Honor of Cochise).
- Cochise aparece no episódio piloto de The High Chaparral, série de TV.
- Cochise é um personagem de quadrinhos de Tex, que é seu amigo.
- Uma versão da rendição de Cochise pode ser vista no filme de 1950 Broken Arrow, com James Stewart como Tom Jeffords narrando sua amizade com o chefe apache.
- Em 1957 foi lançada a série de TV Broken Arrow, inspirada no filme homônimo. Cochise foi interpretado por Michael Ansara.
- "Cochise" é uma música gravada pela banda de rock americana Audioslave no álbum que leva o nome da banda, lançado em 2002.